# 12758 Kabudari
12758 Kabudari este un asteroid din centura principală, descoperit pe 22 septembrie 1993, de Orlando Naranjo.